# Hrastje Plešivičko
Hrastje Plešivičko – wieś w Chorwacji, w żupanii zagrzebskiej, w mieście Jastrebarsko. W 2011 roku liczyła 182 mieszkańców.